# Omsætningsaktiv
Et omsætningsaktiv er den del af en virksomheds aktiver, der ikke er anlægsaktiver. På en virksomheds balance opdeles aktiverne typisk i de to overordnede grupper anlægs- og omsætningsaktiver. Omsætningsaktiver er likvide aktiver, der hurtigt kan realiseres. De kaldes også kortfristede aktiver.
Omsætningsaktiver kan opdeles i fire overordnede grupper:
1. Varebeholdninger
2. Tilgodehavender
3. Værdipapirer og kapitalandele
4. Likvide beholdninger

Varelagre er mindre likvide end de tre øvrige tre grupper, hvorfor de i nogle sammenhænge ikke medtages.
Omsætningsaktiver indgår blandt andet i det finansielle nøgletal likviditetsgrad, der måler virksomhedens umiddelbare evne til at betale sin kortfristede gæld.